# Гомес де Альтамирано, Франсиско
Франсиско Гомес де Альтамирано и де Элисондо (исп. Francisco Gómez de Altamirano y de Elizondo, 5 августа 1796 — май 1838) — центральноамериканский военный и политический деятель.

## Биография
Родился в 1796 году в Картаго, его родителями был выходец из Испании Хосе Луис Гомес де Альтамирано-и-Гасо, и местная уроженка Бартоло де Элисондо. Ещё ребёнком он переехал в Метапан, впоследствии изучал право в Гватемале. Был избран в городской совет Метапана, во время революционных событий 1811 года официально осудил повстанцев, но втайне их поддержал.
Позднее переехал в Сан-Сальвадор, где также стал членом городского совета. Когда в 1822 году провинция Сан-Сальвадор провозгласила независимость — поддержал этот акт и принял участие в войне против Мексиканской империи, получил звание капитана.
В 1826 году был избран в Конгресс штата Сальвадор (который тогда входил в состав Федеративной Республики Центральной Америки), однако после начала гражданской войны вновь вступил в армию, воюя на стороне Франсиско Морасана; в 1827 году был тем, кто передал федеральному президенту Мануэлю Хосе Арсе сальвадорские условия мира.
15 ноября 1835 года Морасан сделал Гомеса де Альтамирано временным правителем штата Сальвадор. 1 февраля 1836 года он передал этот пост Диего Вихилю.
В мае 1838 года Франсиско Гомес де Альтамирано был убит на территории Гватемалы.